# 杜應芳
杜應芳（1584年—？），字仲實，號怀鹤，湖廣黃岡縣（今湖北省黃岡市）人。明朝政治人物，萬曆丁未進士。

## 生平
萬曆三十四年（1606年）丙午科举人，萬曆三十五年（1607年）联捷丁未科進士。萬曆三十六年授刑部山东司主事，歷官刑部郎中。萬曆四十年（1612年）出為河間府知府，任內體察民情，奏罷稅課，重修府志。时福藩之国，供亿浩繁，应芳议省节三万金。后三王之国，皆视为例。天津税璫马堂横肆，应芳得其弟不法事，捕讯之，马堂坐此遂去。四十四年陞四川提學副使，无敢以片牍干者。四十七年升福建参政，天启元年升本省按察使，归卒。妻樊氏，黄冈人，年七十，张献忠军破城，樊氏白髪皤皤，坐堂上，贼亦不欲加害，会见眷属受侮，乃正色大骂，遂被杀。

## 著作
萬曆《河間府志》，共十五卷，杜應芳修，陳士彦、張文德纂。有明萬曆四十三年刻本尚存。

## 家族
曾祖杜華，提举。祖父杜鳴陽，知县贈奉政大夫。父杜傑，知县。前母余氏，母宋氏。慈侍下。兄瓊枝。弟有枎、爲喬。